# Tipula (Acutipula) ellenbergeri
Tipula (Acutipula) ellenbergeri is een tweevleugelige uit de familie langpootmuggen (Tipulidae). De soort komt voor in het Afrotropisch gebied.